# 加维主义
加维主义（英語：Garveyism）是指环球黑人改进协会和非洲社群联盟创始人馬科斯·加維的经济、种族和政治主张。加维主义杂糅了种族主义、泛非主义、资本主义和基督教的理念。
从意识形态上看，加维是一位黑人民族主义者。他通常称呼深色皮肤的非洲裔为“黑人”（Negroes），他和环球黑人改进协会和非洲社群联盟坚持这个词应该首字母大写，以此给予被描述者尊严和尊重。加维的主张受到许多思想的影响。加维接触了当时流行的关于种族的思想；他的种族观念深受爱德华·威尔莫特·布莱登的著作和他在英国伦敦与杜塞·穆罕默德·阿里的合作影响。